# ۵ ژانویه
۵ ژانویه پنجمین روز سال در گاه‌شماری میلادی است. ۳۶۰ روز (در سال‌های کبیسه ۳۶۱روز) تا پایان سال باقی‌است.

## رویدادها
- ۱۷۵۷ - اقدام به ترور لوئی پانزدهم، پادشاه فرانسه او را شدت زخمی کرد اما موفق به کشتن او نشد.[۱]
- ۱۸۹۶ - ویلهلم رونتگن فیزیکدان آلمانی اشعه ایکس را کشف کرد.
- ۱۹۰۹ - کلمبیا استقلال پاناما را به رسمیت شناخت.
- ۱۹۱۹ - حزب کارگران آلمانی که بعد به حزب ناسیونال سوسیالیست کارگران آلمان تغییر نام داد، تشکیل شد.
- ۱۹۲۵ - نیلی تایلی روس به عنوان اولین بانوی فرماندار در ایالت وایومینگ ایالات متحده منصوب شد.
- ۱۹۳۳ - احداث پل گلدن گیت در خلیج سانفرانسیسکو آغاز شد.
- ۱۹۴۵ - شوروی دولت جمهوری خلق لهستان را به رسمیت شناخت.
- ۱۹۴۶ - خمرهای سرخ رسماً تأسیس جمهوری دمکراتیک در کامبوج را اعلام کردند.
- ۲۰۰۵ - اریس، بزرگترین سیاره کوتوله در منظومه شمسی کشف شد.
- ۱۹۹۱ - قوای گرجستانی وارد تسخینوالی، پایتخت منطقه خودمختار اوستیای جنوبی شدند که باعث آغاز جنگ بین دو طرف شد.

## زادروزها

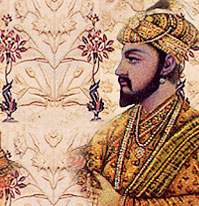
شاه جهان

- ۱۵۹۲ - شاه جهان، امپراتور گورکانی هند
- ۱۸۷۶ - کنراد آدناور، سیاستمدار آلمانی و صدراعظم این کشور (د. ۱۹۶۷)
- ۱۸۸۴ - احمد آغ‌دامسکی، خواننده و بازیگر اهل جمهوری آذربایجان
- ۱۸۹۳ - پاراماهانزا یوگاناندا، معلم مذهبی هندی (د. ۱۹۵۲)
- ۱۹۴۱ - هایائو میازاکی، کارگردان ژاپنی
- ۱۹۴۶ - دایان کیتن، بازیگر آمریکایی
- ۱۹۶۶ – آدولفو آلدانا، بازیکن فوتبال اهل اسپانیا
- ۱۹۷۵ - بردلی کوپر، بازیگر
- ۱۹۹۶ - مکس بالدری، بازیگر انگلیسی

## درگذشت‌ها
- ۱۹۵۱ - آندری پلاتونوف، روزنامه‌نگار و داستان‌نویس روس